# Spithame
Die Spithame war ein ägyptisches Längenmaß und entsprach der Spanne.
- 1 Spithame = 0,23 Meter, genau 0,23085 Meter
- 8 Spithame = 1 Orgyie